# Ptichodis bistrigata
Ptichodis bistrigata là một loài bướm đêm trong họ Erebidae.